# Adam Liebermann von Beust
Adam Liebermann von Beust (* 24. Dezember 1654 in Wildstein; † 17. Februar 1707 in Zeitz) war Geheimer Rat, Kammerrat und von 1693 bis 1706 zunächst Amtshauptmann, ab 1700 Oberaufseher der hennebergischen Ämter Schleusingen, Suhl, Kühndorf und Benshausen. Er war der Nachfolger des verstorbenen Amtshauptmanns Otto Zastro.

## Herkunft
Er entstammt dem altmärkischen Adelsgeschlecht von Beust. Seine Eltern waren Joachim Friedrich von Beust (* 11. April 1615; † 14. Dezember 1680), Erbherr auf Planitz, und dessen Ehefrau Eleonora Sabine, geborene von Trauttenberg (* 16. April 1630; † 24. Mai 1701).

## Leben
Er wurde zu Hause ausgebildet und kam 1669 auf das Gymnasium in Bayreuth. Nach seinem Abschluss ging er ab 1672 auf die Universität Leipzig, um dort Jura zu studieren. 1678 wechselte er nach Genf, um dort zwei weitere Jahre zu studieren. Er machte dann seine Grand Tour, die ihn nach Frankreich, Brabant, Flandern, Holland und England führte. Danach wurde er Kammerjunker bei Markgrafen von Bayreuth, den er auf einem Feldzug gegen die Türken begleitete und beim Entsatz von Wien. Anschließend wurde er von Johann Georg von Sachsen-Eisenach zum Hofmeister ernannt. Er begleitete Christian August und Friedrich Heinrich von Sachsen-Zeitz nach Brüssel und begleitete sie mehrere Jahre auf Reisen und Kriegszügen. 1691 mache in Christian August zum Hofrat.
1694 ernannt ihn Herzog Moritz Wilhelm von Sachsen-Zeitz zum Administrator des Stiftes Nauenburg, zum wirklichen Geheimen Rat, Amtshauptmann von Schleusingen. Dazu im Jahr 1697 auch zum Kammerpräsidenten. Da der Titel Amtshauptmann nicht mehr als zeitgemäß empfunden wurde, erfolgte am 4. Oktober 1700 auf Geheiß des Herzogs Moritz Wilhelm die Verleihung des neuen Titels Oberaufseher der hennebergischen Lande. Im Mai 1706 legte Beust sein Amt nieder und zog in die Residenzstadt Zeitz, wo er wenige Monate später starb.

## Familie
Er heiratete 1693 Hippolyta Eleonore von Römer  († 1717) aus dem Haus Groß-Sedlitz. Das Paar hatte drei Söhne und eine Tochter, darunter:
- Amalie Charlotte
- Joachim Ernst († September 1756)[1], Kriegsrat des fränkischen Kreises, Schriftsteller
- Moritz August, Hauptmann der Garde und Oberforstmeister
- Casimir Liebermann (* 13. März 1702; † 19. Februar 1763), kurpfälzer Geheimer Rat und Ober-Salz-Direktor, konvertierte zur Katholischen Kirche